# Bohumila Grögerová
Bohumila Grögerová (født 7. august 1921 i Prag, død 22. august 2014) var en tjekkisk digter, prosaforfatter og oversætter (fra tysk og fransk). Hun er desuden forfatter til radiospil og børnebøger. 

## Livsforløb
Bohumila Grögerová blev født i Prag som datter af en tidligere officer i Den Tjekkiske Legion og har boet hele sit liv i byen. Efter at være blevet student fra et pigegymnasium begyndte hun at arbejde for det tjekkoslovakiske militærs forlag Naše vojsko i 1951, indtil hun i 1972 skiftede til Centralkontoret for videnskabelig, teknisk og økonomisk information. Siden 1980 har hun officielt været pensionist, men er fortsat aktiv som forfatter. 

## Forfatterskab
Fra 1952 indtil hans død i 2003 samarbejdede Grögerová med forfatteren Josef Hiršal (1920-2003) i et kunstnerisk partnerskab. Deres samlede bibliografi tæller over 180 titler, egne værker såvel som oversættelser. 
Grögerová skrev flere bøger med eksperimenterende poesi. I 2009 blev hun tildelt prisen Magnesia Litera i kategorien poesi.